# Stereo (Paul Westerberg)
Stereo è il quarto album in studio da solista del cantante statunitense Paul Westerberg, pubblicato nel 2002.

## Tracce
1. Baby Learns to Crawl
2. Dirt to Mud
3. Only Lie Worth Telling
4. Got You Down
5. No Place for You
6. Boring Enormous
7. Nothing to No One
8. We May Be the Ones
9. Don't Want Never
10. Strike Down the Band
11. Mr. Rabbit
12. Let the Bad Times Roll
13. Call That Gone? + Postcards from Paradise